# 拉蒙特鎮區 (堪薩斯州漢密爾頓縣)
拉蒙特鎮區（英語：Lamont Township）是位於美國堪薩斯州漢密爾頓縣的一個行政鎮區。

## 地方資料
拉蒙特鎮區的面積為425.88平方千米，當中陸地面積為425.80平方千米，而水域面積為0.08平方千米。根據2010年美國人口普查的數據，當地共有人口85人，而人口密度為每平方千米0.2人。

## 外部連結
- US-Counties.com
- City-Data.com （页面存档备份，存于）